# Solenopsis validiuscula
Solenopsis validiuscula é uma espécie de formiga do gênero Solenopsis, pertencente à subfamília Myrmicinae.